# Liga de fútbol sala de Gibraltar 2017-18
La Liga de fútbol sala de Gibraltar 2017-18 fue una nueva temporada de la Liga de fútbol sala organizada por la Asociación de Fútbol de Gibraltar (GFA) y la quinta desde que Gibraltar se convirtiera en miembro pleno de la UEFA.
A diferencia de la temporada pasada, solo contó con tres divisiones activas debido a que la División 4 desapareció. Además la GFA implementó una nueva reglamentación que impedía la inscripción de nuevos clubes y filiales, y esto sumado a la expansión de la División 1 redujo el número de clubes de 36 a tan solo 29: 9 en la División 1 y 10 en las otras dos. 
La temporada inició el 7 de octubre de 2017 con los partidos de la Fecha 1 de la División 1, y terminó el 18 de junio de 2018 con el último partido de la Fecha 18 de la División 2.
La División 1 estuvo integrada por nueve clubes como consecuencia del ascenso de 3 clubes de la División 2, la reincorporación de College 1975 (fusionado con Young Boys Gibraltar) y la inesperada desaparición de Gunwharf. Lynx fue el campeón luego de vencer a Gibraltar Phoennix, en las series finales al mejor de tres, por dos partidos contra uno; de esta manera Lynx consiguió su tercer título de manera consecutiva y logró también clasificarse para la Liga de Campeones de fútbol sala de la UEFA 2018-19. Por otra parte, St. Joseph's descendió a la División 2 2018-19 luego de terminar en la última posición, mientras que Rock Solid descendió luego de perder el partido de ascenso y descenso contra Stallions. Además Glacis United y Gibraltar United desaparecieron al final de la temporada.
South United ganó la División 2 y logró ascender a la División 1 2018-19; Bavaria (2.°) y Newton Store (4.°) también lograron ascender. Pese a que Stallions (3.°) había ganado el partido de ascenso no ascendió. Por otra parte Cannons desapareció junto a Saints New Team y Laguna 1955. 
Humphries ganó la División 3, sin embargo desapareció al final de la temporada por lo que Sporting Gibraltar (2.°), Europa (?) y Laguna 2007 (?) ascendieron a la División 1 2018-19. Lincoln Red Imps rompió sus vínculos con Lek Bangkok y retomó su sección de fútbol sala de manera independiente en la División 1 2018-19, mientras de Lek Bangkok continuo con su equipo en la División 2 2018-19, donde fueron acomodados todos los clubes que no lograron ascender a División 1 debido a la posterior desaparición de la División 3. Además, Blands Group International desapareció al final de la temporada. 
Por cuarta vez el campeón de la División 1 se clasificó para el Trofeo Luis Bonavia 2018, la supercopa, que disputó frente al campeón de la Futsal Rock Cup 2018. 

## Sistema de competición
En cada una de las tres Divisiones los clubes jugaron entre sí bajo el sistema de todos contra todos, enfrentándose cada club, con cada uno de sus rivales, dos veces. En total se jugaron 18 fechas en cada división, y cada club jugó: 18 partidos (en las Divisiones 2 y 3) y 16 partidos (en la División 1). 
Al final de las 18 Fechas, los cuatro primeros de la División 1 pasaron a jugar la Ronda de campeonato, que se disputó en dos rondas, por eliminación directa, al mejor de tres partidos. La primera ronda fueron las semifinales y en ellas se enfrentaron respectivamente 1.° vs. 4.° y  2.° vs. 3.° de la fase regular. Los ganadores de las semifinales jugaron la final, también al mejor de tres partidos. 
Por otro lado, en las Divisiones 2 y 3, el club que consiguió la mayor cantidad de puntos en las 18 jornadas, fue coronado como campeón. 

### Sistema de ascensos y descensos
Al final de la temporada, cada División tuvo un número irregular de ascendidos y descendidos. La reestructuración de la temporada 2018-19 obligó a la eliminación de la División 3, por lo tanto los clubes que allí jugaban fueron reubicados entre la División 1 y 2. 
|            | Relevos directos   | Relevos directos    | Relevos indirectos | Relevos indirectos  |
| División   | Ascenso            | Descenso            | Partido de ascenso | Partido de descenso |
| ---------- | ------------------ | ------------------- | ------------------ | ------------------- |
| División 1 |                    | 4 (2 desaparecidos) |                    | 8.° clasificado     |
| División 2 | 3                  | 3 (desaparecidos)   | 3.° clasificado    |                     |
| División 3 | 9 (3 a División 1) | 2 (desaparecidos)   |                    |                     |

| Partido por el ascenso a División 1 | Partido por el ascenso a División 1 | Partido por el ascenso a División 1 |
| ----------------------------------- | ----------------------------------- | ----------------------------------- |
| 8.° Clasificado de la División 1    | vs                                  | 3.° Clasificado de la División 2    |

### Clasificación a torneos internacionales
El campeón de la División 1 ganó un cupo para la Liga de Campeones de fútbol sala de la UEFA. El club clasificado empezó su participación en la ronda preliminar de la edición 2018-19. 
| Método de clasificación          | Torneo al que clasifica                                                     |
| -------------------------------- | --------------------------------------------------------------------------- |
| Campeón de la División 1 2017-18 | Ronda preliminar de la Liga de Campeones de fútbol sala de la UEFA 2018-19. |

## División 1
La División 1 2017-18 fue una edición más de la División 1 de Gibraltar. Todos los partidos del torneo se jugaron en el Tercentenary Sports Hall. Lynx se proclamó campeón al vencer por dos a uno a Gibraltar Phoenix en la serie final de la Ronda de campeonato; de esta manera Lynx consiguió su cuarto título de manera consecutiva, además logró también clasificarse para la Ronda preliminar de la Liga de Campeones de fútbol sala de la UEFA 2018-19.

### Ascensos y descensos
| Pos. | Ascendidos de División 2 de Gibraltar 2016-17 |
| ---- | --------------------------------------------- |
| 2    | Gibraltar Titans                              |
| 3    | Rock Solid                                    |
| 4    | Gibraltar United                              |
| 7    | College 1975 Young Boys                       |

| Pos. | Descendido de División 1 2016-17 |
| ---- | -------------------------------- |
| 4    | Gunwharf (desaparecido)          |

### Datos de los clubes
| 2016-17             | Equipo            | Proveedor | Patrocinador             |
| ------------------- | ----------------- | --------- | ------------------------ |
| 1                   | Lynx              | Erreà     | Verralls                 |
| 2                   | Glacis United     | Nike      | Atlantic Financial Group |
| 3                   | St. Joseph's      | Joma      | Propability              |
| 5                   | Mons Calpe        | Daen      | Tokamóvil                |
| 6                   | Gibraltar Phoenix | Admiral   | Gourmet Grill            |
| 2 (D2)              | Gibraltar Titans  | -         | -                        |
| 3 (D2)              | Rock Solid        | -         | -                        |
| 4 (D2)              | Gibraltar United  | Kappa     | Turicum Bank             |
| 6 (2015-16), 7 (D2) | College 1975 YB   | Nike      | Cosmopolitan             |

1. ↑  Gibraltar Phoenix incluyó el nombre de su patrocinador en su denominación y pasó a ser Gibraltar Phoenix «Gourmet Grill»

### Tabla de posiciones
- Actualizado el 25 de marzo de 2018. Jugados todos los partidos.

| Pos. | Equipo                | PJ | PG | PE | PP | GF  | GC  | DG  | Pts. | Clasificado a                           |
| ---- | --------------------- | -- | -- | -- | -- | --- | --- | --- | ---- | --------------------------------------- |
| 1    | Lynx (C)              | 16 | 15 | 1  | 0  | 160 | 32  | 128 | 46   | Ronda de campeonato                     |
| 2    | Glacis United (C)     | 16 | 13 | 1  | 2  | 142 | 33  | 109 | 40   | Ronda de campeonato (luego desapareció) |
| 3    | Gibraltar Phoenix (C) | 16 | 12 | 0  | 4  | 113 | 42  | 71  | 36   | Ronda de campeonato                     |
| 4    | College 1975 YB (C)   | 16 | 7  | 1  | 8  | 68  | 101 | –33 | 22   | Ronda de campeonato                     |
| 5    | Gibraltar United      | 16 | 7  | 0  | 9  | 83  | 102 | –19 | 21   | Desapareció al final de la temporada    |
| 6    | Gibraltar Titans      | 16 | 5  | 1  | 10 | 41  | 99  | –58 | 16   |                                         |
| 7    | Mons Calpe            | 16 | 5  | 0  | 11 | 55  | 84  | –29 | 15   |                                         |
| 8    | Rock Solid (PAD)      | 16 | 3  | 0  | 13 | 45  | 138 | –93 | 9    | Partido de ascenso y descenso           |
| 9    | St. Joseph's (D)      | 16 | 2  | 2  | 12 | 56  | 132 | –76 | 8    | División 2 2018-19                      |

Fuente: gibraltarfa.com
Reglas de clasificación: 1) Puntos; 2) Diferencia de gol; 3) Goles a favor
(C): Clasificado a la fase indicada. (PAD): Clasificado al partido de ascenso y descenso. (D): Descendido.

### Resultados
|                   | LYN  | GLA  | JOS  | MON | PHO  | TIT  | ROC  | GUN  | CYB |
| ----------------- | ---- | ---- | ---- | --- | ---- | ---- | ---- | ---- | --- |
| Lynx              |      | 2–2  | 15–1 | 3–0 | 9–5  | 14–2 | 10–3 | 11–4 | 7–1 |
| Glacis United     | 2–9  |      | 18–2 | 3–4 | 4–1  | 8–2  | 16–1 | 9–1  | 9–0 |
| St. Joseph's      | 3–12 | 3–10 |      | 3–6 | 0–8  | 2–5  | 5–8  | 5–6  | 5–5 |
| Mons Calpe        | 3–4  | 1–7  | 3–9  |     | 3–5  | 3–1  | 4–7  | 5–10 | 2–3 |
| Gibraltar Phoenix | 1–7  | 2–3  | 6–2  | 9–1 |      | 7–2  | 14–1 | 3–0  | 9–0 |
| Gibraltar Titans  | 3–13 | 1–14 | 2–2  | 4–2 | 2–10 |      | 7–2  | 6–5  | 0–8 |
| Rock Solid        | 0–21 | 0–10 | 1–4  | 8–3 | 1–9  | 3–4  |      | 3–7  | 2–9 |
| Gibraltar United  | 1–9  | 1–9  | 16–6 | 7–8 | 3–14 | 3–0  | 8–2  |      | 7–5 |
| College 1975 YB   | 1–14 | 3–18 | 11–4 | 1–7 | 4–10 | 3–0  | 7–3  | 7–4  |     |

### Ronda de campeonato
La Ronda Campeonato fue la última etapa de la División 1 2017-18. Es la segunda vez que se define el título por un sistema de eliminación directa luego de que se hiciera de la misma manera en la  temporada 2015-16. Todos los partidos se jugaron en el Tercentenary Sorts Hall. Lynx se coronó campeón luego de ganar la serie final por 2 a 1 frente a Gibraltar Phoenix, y así consiguió su cuarto título de manera consecutiva; además se clasificó para la Ronda preliminar de la Liga de Campeones de fútbol sala de la UEFA 2018-19.

El segundo partido de la serie final puso fin al récord de Lynx de más de dos años sin perder. Lynx perdió por última vez el 3 de enero de 2016 (temporada 2015-16) frente a Glacis United por 6 - 3, desde ese entonces no perdió hasta el 26 de mayo de 2018, día en que se jugó el segundo partido de la final. En total permaneció 874 días ( 2 años, 4 meses y 23 días)  sin perder. Además en la  temporada 2016-17 ganó todos (15) los partidos que jugó. 
|  | Semifinales 28 de abril, 5 y 6 de mayo de 2018 | Semifinales 28 de abril, 5 y 6 de mayo de 2018 | Semifinales 28 de abril, 5 y 6 de mayo de 2018 | Semifinales 28 de abril, 5 y 6 de mayo de 2018 | Semifinales 28 de abril, 5 y 6 de mayo de 2018 |   |     | Final 25, 26 y 27 de mayo de 2018 | Final 25, 26 y 27 de mayo de 2018 | Final 25, 26 y 27 de mayo de 2018 | Final 25, 26 y 27 de mayo de 2018 | Final 25, 26 y 27 de mayo de 2018 |  |
|  |                                                |                                                |                                                |                                                |                                                |   |     |                                   |                                   |                                   |                                   |                                   |  |
|  |                                                |                                                |                                                |                                                |                                                |   |     |                                   |                                   |                                   |                                   |                                   |  |
|  | 1.°                                            | Lynx                                           | 7                                              | 13                                             | -                                              |   |     |                                   |                                   |                                   |                                   |                                   |  |
|  | 1.°                                            | Lynx                                           | 7                                              | 13                                             | -                                              |   |     |                                   |                                   |                                   |                                   |                                   |  |
|  | 4.°                                            | College 1975 Y. B.                             | 2                                              | 1                                              | -                                              |   |     |                                   |                                   |                                   |                                   |                                   |  |
|  | 4.°                                            | College 1975 Y. B.                             | 2                                              | 1                                              | -                                              |   | 1.° | Lynx                              | 10                                | 4                                 | 6                                 |                                   |  |
|  |                                                |                                                |                                                |                                                |                                                |   | 1.° | Lynx                              | 10                                | 4                                 | 6                                 |                                   |  |
|  |                                                |                                                | 3.°                                            | Gibraltar Phoenix                              | 3                                              | 5 | 2   |                                   |                                   |                                   |                                   |                                   |  |
|  | 2.°                                            | Glacis United                                  | 3.°                                            | Gibraltar Phoenix                              | 3                                              | 5 | 2   | 4                                 | 6                                 | 5                                 |                                   |                                   |  |
|  | 2.°                                            | Glacis United                                  |                                                |                                                |                                                |   |     | 4                                 | 6                                 | 5                                 |                                   |                                   |  |
|  | 3.°                                            | Gibraltar Phoenix                              | 6                                              | 3                                              | 8                                              |   |     |                                   |                                   |                                   |                                   |                                   |  |
|  | 3.°                                            | Gibraltar Phoenix                              | 6                                              | 3                                              | 8                                              |   |     |                                   |                                   |                                   |                                   |                                   |  |
|  |                                                |                                                |                                                |                                                |                                                |   |     |                                   |                                   |                                   |                                   |                                   |  |

| Lynx       |
| Campeón    |
| 4.° título |

### Goleadores
- Actualizado el 23 de junio de 2017.

| Pos. | Jugador                | Club | Goles |
| ---- | ---------------------- | ---- | ----- |
| 1    | Ezequiel Martín Martín | Lynx | 56    |

## División 2
La División 2 2017-18 fue una edición más de la División 2 de Gibraltar.

### Ascensos y descenso
| Pos. | Ascendidos de División 2 de Gibraltar 2016-17 |
| ---- | --------------------------------------------- |
| 2    | Gibraltar Titans                              |
| 3    | Rock Solid                                    |
| 4    | Gibraltar United                              |
| 7    | College 1975 Young Boys                       |

| Pos.        | Descendidos de División 1 de Gibraltar 2016-17 |
| ----------- | ---------------------------------------------- |
| Ningún club |                                                |

| Pos.   | Ascendidos de División 3 de Gibraltar 2016-17 |
| ------ | --------------------------------------------- |
| 1 (D3) | Gibraltar Hércules                            |
| 2 (D3) | Newton Store                                  |
| 3 (D3) | Boca Gibraltar                                |
| 4 (D3) | Saints New Team                               |
| 5 (D3) | Laguna 1955                                   |
| 6 (D3) | Lions Gibraltar                               |

| Pos. | Descendidos de División 2 de Gibraltar 2016-17 |
| ---- | ---------------------------------------------- |
| 1    | Rock 54 (desaparecido)                         |
| 5    | Maccabi Alef (desaparecido)                    |
| 6    | St. Joseph's South Trade (desaparecido)        |
| 10   | Zoca Bastion                                   |

| Pos.   | Ascendidos de División 4 de Gibraltar 2016-17 |
| ------ | --------------------------------------------- |
| 1 (D4) | South United                                  |
| 2 (D4) | Bavaria                                       |

### Datos de los clubes
| 2016-17 | Club               | Auspiciador |
| ------- | ------------------ | ----------- |
| 8       | Stallions          | -           |
| 9       | Cannons            | -           |
| 1 (D3)  | Gibraltar Hércules | BonMilk     |
| 2 (D3)  | Newton Store       | -           |
| 3 (D3)  | Boca Gibraltar     | -           |
| 4 (D3)  | Saints New Team    | -           |
| 5 (D3)  | Laguna 1955        | -           |
| 6 (D3)  | Lions Gibraltar    | -           |
| 1 (D4)  | South United       | -           |
| 2 (D4)  | Bavaria F. C. C.   | GMI Homes   |

### Tabla de posiciones
- Actualizado el 22 de marzo de 2020. Jugados todos los partidos.

| Pos. | Equipo               | PJ | PG | PE | PP | GF | GC | DG | Pts. | Clasificado a                        |
| ---- | -------------------- | -- | -- | -- | -- | -- | -- | -- | ---- | ------------------------------------ |
| 1    | South United (C, A)  | 18 | ¿? | ¿? | ¿? | ¿? | ¿? | ¿? | ¿?   | Ascenso a División 1 2018-19         |
| 2    | Bavaria F. C. C. (A) | 18 | ¿? | ¿? | ¿? | ¿? | ¿? | ¿? | ¿?   | Ascenso a División 1 2018-19         |
| 3    | Stallions (PAD)      | 18 | ¿? | ¿? | ¿? | ¿? | ¿? | ¿? | ¿?   | Partido de ascenso y descenso        |
| 4    | Newton Store (A)     | 18 | ¿? | ¿? | ¿? | ¿? | ¿? | ¿? | ¿?   | Ascenso a División 1 2018-19         |
| ¿?   | Boca Gibraltar       | 18 | ¿? | ¿? | ¿? | ¿? | ¿? | ¿? | ¿?   |                                      |
| ¿?   | Cannons              | 18 | ¿? | ¿? | ¿? | ¿? | ¿? | ¿? | ¿?   | Desapareció al final de la temporada |
| ¿?   | Gibraltar Hércules   | 18 | ¿? | ¿? | ¿? | ¿? | ¿? | ¿? | ¿?   |                                      |
| ¿?   | Laguna 1955          | 18 | ¿? | ¿? | ¿? | ¿? | ¿? | ¿? | ¿?   | Desapareció al final de la temporada |
| ¿?   | Lions Gibraltar      | 18 | ¿? | ¿? | ¿? | ¿? | ¿? | ¿? | ¿?   |                                      |
| ¿?   | Saints New Team      | 18 | ¿? | ¿? | ¿? | ¿? | ¿? | ¿? | ¿?   | Desapareció al final de la temporada |

Fuente: gibraltarfa.com
Reglas de clasificación: 1) Puntos; 2) Diferencia de gol; 3) Goles a favor
(C): Campeón. (A): Ascendido. (PAD): Clasificado al partido de ascenso y descenso. 
| South United |
| Campeón      |
| 1.° título   |

## División 3
La División 3 2017-18 fue una edición más de la División 3 de Gibraltar.

### Ascensos y descenso
| Pos. | Ascendidos de División 3 de Gibraltar 2016-17 |
| ---- | --------------------------------------------- |
| 1    | Gibraltar Hércules                            |
| 2    | Newton Store                                  |
| 3    | Boca Gibraltar                                |
| 4    | Saints New Team                               |
| 5    | Laguna 1955                                   |
| 6    | Lions Gibraltar                               |

| Pos. | Descendidos de División 2 de Gibraltar 2016-17 |
| ---- | ---------------------------------------------- |
| 10   | Zoca Bastion                                   |

| Pos. | Ascendidos de División 4 de Gibraltar 2016-17 |
| ---- | --------------------------------------------- |
| 3    | Laguna 2007                                   |
| 4    | Humphries                                     |
| 5    | Blands Group International                    |
| 6    | Sporting Gibraltar                            |
| 8    | Europa                                        |
| 9    | Britania XI                                   |
| 10   | Maccabi Bet                                   |

| Pos. | Descendidos de División 3 de Gibraltar 2016-17 |
| ---- | ---------------------------------------------- |
| 9    | Special Olympics (desaparecido)                |
| 10   | Moroccan Athletic (desaparecido)               |

### Datos de los clubes
| 2016-17 | Club                       |
| ------- | -------------------------- |
| 10 (D2) | Zoca Bastion               |
| 8       | Red Imps Lek Bangkok       |
| 2       | Hound Dogs                 |
| 3 (D4)  | Laguna 2007                |
| 4 (D4)  | Humphries                  |
| 5 (D4)  | Blands Group International |
| 6 (D4)  | Sporting Gibraltar         |
| 8 (D4)  | Europa                     |
| 9 (D4)  | Britania XI                |
| 10 (D4) | Maccabi Bet                |

### Tabla de posiciones
- Actualizado el 22 de marzo de 2020. Jugados todos los partidos.

| Pos. | Equipo                     | PJ | PG | PE | PP | GF | GC | DG | Pts. | Clasificado a                              |
| ---- | -------------------------- | -- | -- | -- | -- | -- | -- | -- | ---- | ------------------------------------------ |
| 1    | Humphries (C)              | 18 | ¿? | ¿? | ¿? | ¿? | ¿? | ¿? | ¿?   | Desaparecido al final de la temporada      |
| 2    | Sporting Gibraltar (A)     | 18 | ¿? | ¿? | ¿? | ¿? | ¿? | ¿? | ¿?   | Ascenso a División 1 2018-19               |
| ¿?   | Europa (A)                 | 18 | ¿? | ¿? | ¿? | ¿? | ¿? | ¿? | ¿?   | Ascenso a División 1 2018-19               |
| ¿?   | Laguna 2007 (A)            | 18 | ¿? | ¿? | ¿? | ¿? | ¿? | ¿? | ¿?   | Ascenso a División 1 2018-19               |
| ¿?   | Britania XI (A)            | 18 | ¿? | ¿? | ¿? | ¿? | ¿? | ¿? | ¿?   | Ascenso a División 2 2018-19               |
| ¿?   | Hound Dogs (A)             | 18 | ¿? | ¿? | ¿? | ¿? | ¿? | ¿? | ¿?   | Ascenso a División 2 2018-19               |
| ¿?   | Red Imps Lek Bangkok (A)   | 18 | ¿? | ¿? | ¿? | ¿? | ¿? | ¿? | ¿?   | Reestructurado (División 1 y 2)            |
| ¿?   | Maccabi Bet (A)            | 18 | ¿? | ¿? | ¿? | ¿? | ¿? | ¿? | ¿?   | Reestructurado en dos equipos (División 2) |
| ¿?   | Zoca Bastion (A)           | 18 | ¿? | ¿? | ¿? | ¿? | ¿? | ¿? | ¿?   | Ascenso a División 2 2018-19               |
| ¿?   | Blands Group International | 18 | ¿? | ¿? | ¿? | ¿? | ¿? | ¿? | ¿?   | Desaparecido al final de la temporada      |

Fuente: gibraltarfa.com
Reglas de clasificación: 1) Puntos; 2) Diferencia de gol; 3) Goles a favor
(C): Campeón. (A): Ascendido.
| Humphries  |
| Campeón    |
| 1.° título |

1. ↑  Lek Bangkok se separó de Lincoln Red Imps debido a que este último retomó sus actividades en el fútbol sala de manera independiente inscribiendo un equipo en la División 1. Por su parte se creó el Lek Bangkok que ascendió a División 2.
2. ↑  Maccabi Gibraltar inscribió dos clubes en la División 2 2018-19: Maccabi Gibraltar y Maccabi Development.

## Partido de ascenso y descenso
Stallions (3.°, División 2) ganó este partido frente a  Rock Solid (8.° División 1); sin embargo no ascendió y en su lugar Newton Store fue promovido a la División 1. Rock Solid por su parte sí descendió a la División 2.
| Equipo 2                 | Resultado | Equipo 1  | Fecha | Estadio                            |
| ------------------------ | --------- | --------- | ----- | ---------------------------------- |
| Rock Solid               | −         | Stallions | -     | Tercentenary Sports Hall Gibraltar |
| Reporte: gibraltarfa.com |           |           |       |                                    |

| Stallions                                   | Rock Solid                     |
| Ganador                                     | Perdedor                       |
| Asciende a División 1 2016-17 (no ascendió) | Desciende a División 2 2016-17 |